# Калверт (округ, Меріленд)
Шаблон:StateAbbr_ 38°32′ пн. ш. 76°32′ зх. д. / 38.53° пн. ш. 76.53° зх. д.
Округ Калверт (англ. Calvert County) — округ (графство) у штаті Меріленд, США. Ідентифікатор округу 24009.

## Демографія
За даними перепису
2000 року
загальне населення округу становило 74563 осіб, зокрема міського населення було 40429, а сільського — 34134.
Серед мешканців округу чоловіків було 36767, а жінок — 37796. В окрузі було 25447 домогосподарств, 20149 родин, які мешкали в 27576 будинках.
Середній розмір родини становив 3,26.
Віковий розподіл населення поданий у таблиці:
| Стать    | До 15 років | 15-21 | 22-29 | 30-39 | 40-49 | 50-65 | 65-85 | Понад 85 |
| -------- | ----------- | ----- | ----- | ----- | ----- | ----- | ----- | -------- |
| Чоловіки | 9358        | 3541  | 2514  | 6218  | 6484  | 5880  | 2592  | 180      |
| Жінки    | 8920        | 3254  | 2791  | 6809  | 6614  | 5553  | 3371  | 484      |

## Суміжні округи
- Енн-Арундел — північ
- Талбот — північний схід
- Дорчестер — схід
- Графство Святої Марії — південь
- Чарлз — захід
- Графство принца Георга — північний захід

## Виноски
1. ↑  U.S. Decennial Census. United States Census Bureau. Архів оригіналу за 26 квітня 2015. Процитовано 12 вересня 2014.
2. ↑  Historical Census Browser. University of Virginia Library. Архів оригіналу за 12 грудня 2009. Процитовано 12 вересня 2014.
3. ↑  Population of Counties by Decennial Census: 1900 to 1990. United States Census Bureau. Архів оригіналу за 31 жовтня 2014. Процитовано 12 вересня 2014.
4. ↑  Census 2000 PHC-T-4. Ranking Tables for Counties: 1990 and 2000 (PDF). United States Census Bureau. Архів оригіналу (PDF) за 18 грудня 2014. Процитовано 12 вересня 2014.
5. ↑  State & County QuickFacts. United States Census Bureau. Архів оригіналу за 8 липня 2011. Процитовано 20 серпня 2013.(англ.) Наведено за англійською вікіпедією.
6. ↑  American FactFinder. Бюро перепису населення США. Архів оригіналу за 29 липня 2011. Процитовано 31 січня 2008.

| США | Це незавершена стаття з географії США. Ви можете допомогти проєкту, виправивши або дописавши її. |